# 樋之津琳太郎
樋之津 琳太郎（ひのつ りんたろう、1999年8月20日 - ）は、日本のファッションモデル、俳優。岡山県岡山市出身。トライストーン・エンタテイメント所属。MEN'S NON-NOの専属モデル。

## 略歴
2020年11月、第35回メンズノンノモデルオーディションでグランプリ・ラボシリーズ賞をダブル受賞し、メンズノンノ専属モデルとなる。
2023年11月、トライストーン・エンタテイメントに所属した。

## 人物
愛称は、ひのたろう 、ひのちん、づーちゃんなど。 
琳太郎という名は、勝麟太郎(勝海舟)に由来している。
2020年4月に明治大学に入学し、2024年3月に卒業した。
大学受験を終え、愛読しているメンズノンノのモデルのような憧れの存在になりたいと思い、オーディションに応募した。もともと役者志望で、メンズノンノが若手俳優の登竜門と言われていることや、モデルの多くが役者としても活躍していることから、メンズノンノモデルの仕事が役者業ではなくモデル業であることはあまりわかっていないまま応募していた、と語っている。
特技は、小学校から高校まで続けていた野球。小学生時代はショートだったが、ダルビッシュ有選手に憧れて中高時代はピッチャーとしてプレーし、140km/hのストレートを投げていた。
座右の銘は｢軸はブレずに柔軟に｣。
2022年、日本化粧品検定1級に合格している。
好きなアーティストは藤井風 、宇多田ヒカル、山下達郎など。NCT 127のファンでもあり、ユウタに影響されて髪を赤に染めたことがある。
目標にしている人物として中川大輔、成田凌を挙げている。
同じメンズノンノモデルの小方蒼介と高橋璃央と仲が良く、メンズノンノ公式YouTubeではそうりりんとして、3人での動画企画が行われている。

## 出演

### 雑誌
- MEN'S NON-NO (2020年10月号・2021年1月号 - 、集英社) - 専属モデル
- MORE (2022年6月号、集英社)[20]
- ONE PIECE magazine (Vol.15、集英社)[21]
- NURSERY (Vol.80•Vol.84、ナースリー)[22]
- CanCam (2024年1月号・11月号・2025年6月号、小学館)[23][24]
- SODA (2025年5月号、ぴあ)[1]
- JUNON (2025年6月•7月合併号、主婦と生活社)[1]

### TVドラマ
- マルス-ゼロの革命- (2024年1月23日 - 3月19日、テレビ朝日・テレビ朝日系列) - 染谷琳太郎 役[1]
- JKと六法全書 第3話 (2024年5月3日、テレビ朝日・テレビ朝日系列)[1]

### TV番組
- 土曜はナニする！？ (2025年3月1日 - 29日、カンテレ・フジテレビ系列) - 「イケドラ」[1]

### 映画
- ONE PIECE FILM RED (2022年8月6日)[25] - 観客 役[21]
- 恋わずらいのエリー (2024年3月15日)[26]
- あて所に尋ねあたりません (2025年2月27日) - 島木雄史 役[27]
- 女神降臨 BEFORE 高校デビュー編 (2025年3月20日) - 吹野 役[1]

### コマーシャル
- LION Lightee「純白ドラマシリーズ 恋は白く輝いて」篇 (2025年5月23日) - ライト役[1]

### ミュージックビデオ
- He & She「キミのために」(2021年10月27日)[28]
- オレンジスパイニクラブ「パピコ」(2023年2月8日)[29]

### イベント
- Rakuten GirlsAward 2023 AUTUMN/WINTER (2023年9月30日、幕張メッセ) - LEVI’S®️×MEN’S NON-NO スペシャルファッションショー[30]
- Rakuten GirlsAward 2024 AUTUMN/WINTER (2024年10月19日、幕張メッセ) - DIESEL×MEN’S NON-NO スペシャルファッションショー[31]
- Tristone Fan Fes 2025 ～UNDOKAI～ (2025年3月15日、さいたまスーパーアリーナ)[32]